# Vespil·ló
Vespil·ló (en llatí Vespillo) era un cognomen de la gens Lucrècia. El seu significat és "enterramorts".
Alguns personatges amb aquest cognom van ser:
- Lucreci Vespil·ló, edil el 133 aC.
- Quint Lucreci Vespil·ló, orador i jurista romà de la primera meitat del segle i aC, proscrit per Luci Corneli Sul·la i executat.[3]
- Quint Lucreci Vespil·ló, militar romà.